# Rekin brodaty
Rekin brodaty, rekin lamparci (Stegostoma fasciatum) – gatunek rekina z gromady chrzęstnoszkieletowych (Chondrichthyes) z charakterystycznym plamistym ubarwieniem.

## Występowanie
Występują głównie w płytkich wodach przybrzeżnych i na szelfach Indo-Pacyfiku. Spędzają większość dnia w bezruchu na dnie. W nocy aktywnie polują na inne zwierzęta – głównie mięczaki (ślimaki i małże), ale też skorupiaki (kraby i krewetki) i małe ryby kostne. Przypuszczalnie polują także na węże morskie, choć nie jest to całkowicie pewne. Zwykle nie atakują ludzi.

## Charakterystyka
Rekiny brodate są rozdzielnopłciowe i jajorodne. Mogą rozmnażać się płciowo lub bezpłciowo (przez dzieworództwo).
W budowie wyróżnia się bardzo długą płetwę ogonowo-odbytową, dwie płetwy grzbietowe, wąskie otwory skrzelowe i wąsy przy pysku. Druga płetwa grzbietowa jest znacznie mniejsza od pierwszej. Rekiny brodate osiągają około 3 metry długości.